# Allocotesia chiphora
Allocotesia chiphora là một loài bướm đêm trong họ Geometridae.